# 원더맨
원더맨(영어: Wonder Man)은 마블 코믹스의 슈퍼히어로 캐릭터이다. 본명은 사이먼 윌리엄스(Simon Williams)이고, 어벤저스의 멤버이다. 1964년 10월 《어벤저스》 9호에 처음 등장했고, 스탠 리와 돈 헥, 잭 커비가 공동 창작하였다. 그의 형은 슈퍼빌런 그림 리퍼이다. 한때 미즈 마블의 연인이었다. 그림 리퍼가 된 에릭이 냉동인간이 된 동생의 시신을 사용하려 했다.

## 담당 성우

### TV 애니메이션
- 어벤저스: 뭉치면 산다(1999) - 해미시 매큐언
- 어벤져스(1992) - 존 글러버